# Торговый репозитарий
Торговый репозитарий (англ. trade repository) — инфраструктурная организация финансового рынка, осуществляющая централизованный пост-трейдинговый сбор и электронное хранение данных о внебиржевых операциях с финансовыми инструментами.
Различается несколько альтернативных определений репозитария. С технической точки зрения репозитарий (репозиторий) — это хранилище торговых данных. С институциональной точки зрения репозитарий — это организация, отвечающая за получение, накопление и систематизацию данных о внебиржевых сделках, а также публичное раскрытие агрегированной информации. Европейский центральный банк определяет репозитарий как «центральный регистр официальных копий сделок, заключенных на внебиржевом рынке деривативов». Совместное определение CPSS-IOSCO звучит следующим образом: «организация, которая ведет централизованное электронное хранение трансакционных данных (базы данных)».

## Юридическое определение
Согласно Федеральному закону от 22.04.1996 № 39-ФЗ «О рынке ценных бумаг» под репозитарной деятельностью понимается оказание на основании лицензии Банка России услуг по сбору, фиксации, обработке и хранению информации о заключенных не на организованных торгах договорах репо, договорах, являющихся производными финансовыми инструментами, договорах иного вида, предусмотренных нормативными актами Банка России, а также по ведению реестра указанных договоров.
Репозитарием, то есть организацией, ведущей репозитарную деятельность, может быть биржа, клиринговая организация, центральный депозитарий или расчетный депозитарий, не имеющий статуса центрального депозитария. Если юридическое лицо не является репозитарием, оно не может использовать в своем фирменном наименовании слово «репозитарий», производные от него слова и сочетания с ним.

## Происхождение торгового репозитария
В сентябре 2009 года по инициативе ISDA лидеры стран «Группы двадцати» поддержали идею создания и распространения торговых репозитариев. На питтсбургском саммите 24–25 сентября 2009 года, посвященном глобальному регулированию, государства выступили с совместным заявлением. Для улучшения функционирования внебиржевых рынков принято решение, что торговые репозитарии должны собирать информацию о внебиржевых сделках с производными финансовыми инструментами. Для единообразного сбора и обработки данных были выработаны единые подходы к их классификации.
Таблица. Пример функциональной классификации данных по внебиржевым деривативам торового репозитария.
| Блок данных                  | Состав блока данных |
| ---------------------------- | --- |
| Операционные данные          | Номер сообщения, номер сделки, дата и время регистрации в системе и т. д.                                                  |
| Вид инструмента              | Код инструмента, позволяющее однозначно установить его вид                                                                 |
| Контрагенты                  | Идентификаторы (LEI) покупателя и продавца                                                                                 |
| Экономические условия сделки | Направление, дата заключения, дата истечения, вид, количество базисного актива, премия, график платежей и т.д.             |
| Информация о базисном активе | Международный идентификатор кодов валют (базисной валюты и валюты расчетов)                                                |
| Источник цен                 | Согласованный источник данных о валютных курсах, порядок расчета курса (по открытию, по закрытию, средневзвешенный и т.д.) |
| Дополнительная информация    | Условие о клиринге и идентификатор клиринговой организации                                                                 |

## Функции торгового репозитария
- стандартизация учета и хранение рыночных данных по операциям с финансовыми инструментами;
- подтверждение сделок с финансовыми инструментами в юридических целях:
- минимизация информационных издержек за счет централизованного хранения данных;
- снижение финансовых потерь при банкротстве участников рынка за счет учета их позиций в ликвидационном неттинге;
- повышение транспарентности рынка финансовых инструментов за счет публичности сводных цен и объемов позиций и торговли;
- сокращение трансакционных издержек за счет централизации, неттинга и клиринга операций с финансовыми инструментами;
- уменьшение финансовых рисков за счет большей прозрачности внебалансовых позиций участников рынка[4].

## Международное регулирование
В Европейском союзе репозитарий регулируется через законодательство, получившее название «EMIR» (European Market Infrastructure Regulation). В США требование по сбору и обработке данных закреплено в пакете Закона о реформировании Уолл-стрит и защите потребителей (The Wall Street Reform and Consumer Protection Act), известного по именам его авторов как Закон Додда–Франка. В России репозитарий регулируется двумя законодательными актами: Федеральным законом «О рынке ценных бумаг», который определяет, кто может выполнять функцию репозитария, и Указание Банка России от 30.04.2014 № 3253‑У, в котором устанавливается порядок предоставления информации, сроки и правила ведения реестра договоров.

## Торговые репозитарии на глобальном рынке

«Национальный расчётный депозитарий» (НРД) является крупнейшим и системно значимым торговым репозитарием, выполняющим в России функцию по сбору и хранению данных о внебиржевых операциях с финансовыми инструментами с 2013 г.

Реализация решений «Группы двадцати» привела к созданию в короткие сроки торговых репозитариев во многих юрисдикциях. На 2016 году их число насчитывается около трех десятков. Во многих странах действует несколько репозитариев. Треть от их общего числа репозитариев оперируют в США, четверть — в Европейском союзе. В Мексике, Южной Корее, Саудовской Аравии и Гонконге власти в лице центрального банка или агентства пруденциального надзора сами выступают в качестве репозитария. Фактически сбор данных в этих странах приравнен к надзорной отчетности. В Европейском союзе в каждой юрисдикции, имеющей значительный рынок внебиржевых деривативов, учреждены местные репозитарии. В странах Азии и Океании местные власти, учитывая трансграничный характер операций, посчитали нецелесообразным их открытие. Аутсорсинг функции осуществлен в пользу американской корпорации Depository Trust & Clearing Corporation, обеспечивающей депозитарный учет, клиринг и платежный сервис на многих финансовых рынках. Для создания глобального репозитария DTCC учредила дочерние репозитарии не только в США, Канаде и ЕС, но и в Японии, Гонконге, Сингапуре и Австралии.
Таблица. Крупнейшие репозитарии на глобальном рынке.
| Репозитарий                                        | Юрисдикция     | Год создания |
| -------------------------------------------------- | -------------- | ------------ |
| Национальный расчетный депозитарий                 | Россия         | 2013         |
| Репозитарий «Санкт-Петербургская биржа»            | Россия         | 2013         |
| BM&FBOVESPA                                        | Бразилия       | 2012         |
| BSDR LLC (Bloomberg)                               | США            | 2014         |
| CETIP                                              | Бразилия       | 2012         |
| Clearing Corporation of India                      | Индия          | 2012         |
| CME European Trade Repository (CME ETR)            | ЕС             | 2013         |
| CME Trade Repository                               | США            | 2012         |
| DTCC Data Repository (Japan) KK                    | Япония         | 2014         |
| DTCC Data Repository (Singapore) PTE Ltd.          | Сингапур       | 2014         |
| DTCC Data Repository (U.S.) LLC                    | США            | 2010         |
| DTCC Deriv/SERV LLC                                | США            | 2010         |
| DTCC Derivatives Repository (DDRL)                 | Австралия      | 2014         |
| DTCC Derivatives Repository Ltd. (Europe)          | ЕС             | 2014         |
| DTCC’s Global Trade Repository (GTR)               | Канада         | 2014         |
| DTCC’s Global Trade Repository (GTR)               | Гонконг        | 2014         |
| ICE Trade Vault                                    | США            | 2012         |
| ICE Trade Vault Europe Ltd. (ICE TVEL)             | Великобритания | 2013         |
| Indonesia National Trade Repository                | Индонезия      | 2013         |
| Krajowy Depozyt Papierów Wartosciowych S.A. (KDPW) | Польша         | 2012         |
| MarkitSERV                                         | США            | 2010         |
| Regis-TR S.A.                                      | Люксембург     | 2010         |
| The Warehouse Trust Company LLC                    | США            | 2009         |
| TriOptima                                          | США            | 2010         |
| UnaVista Limited                                   | Великобритания | 2010         |